# Macroom
Macroom (Maigh Chromtha en irlandais) est une ville du comté de Cork en république d'Irlande.
Située dans la vallée de la Sullane, un affluent de la Lee, entre Cork et Killarney, Macroom compte 3 879 habitants.
Le nom de la ville en gaélique irlandais pourrait signifier le « lieu de rencontre des dévots du dieu Crom ». En effet, la région est mentionnée dès le VIe siècle comme un lieu de rendez-vous des druides de Munster. Macroom a été le théâtre d'une bataille majeure du roi Brian Boru au Xe siècle et a connu au cours des siècles plusieurs invasions, dont celles de Murcheatach Uí Briain et Richard de Cogan. Finalement, c'est la famille MacCarthy qui a pris le contrôle de la région et qui a assuré la prospérité de la ville, avec ses marchés et ses foires.

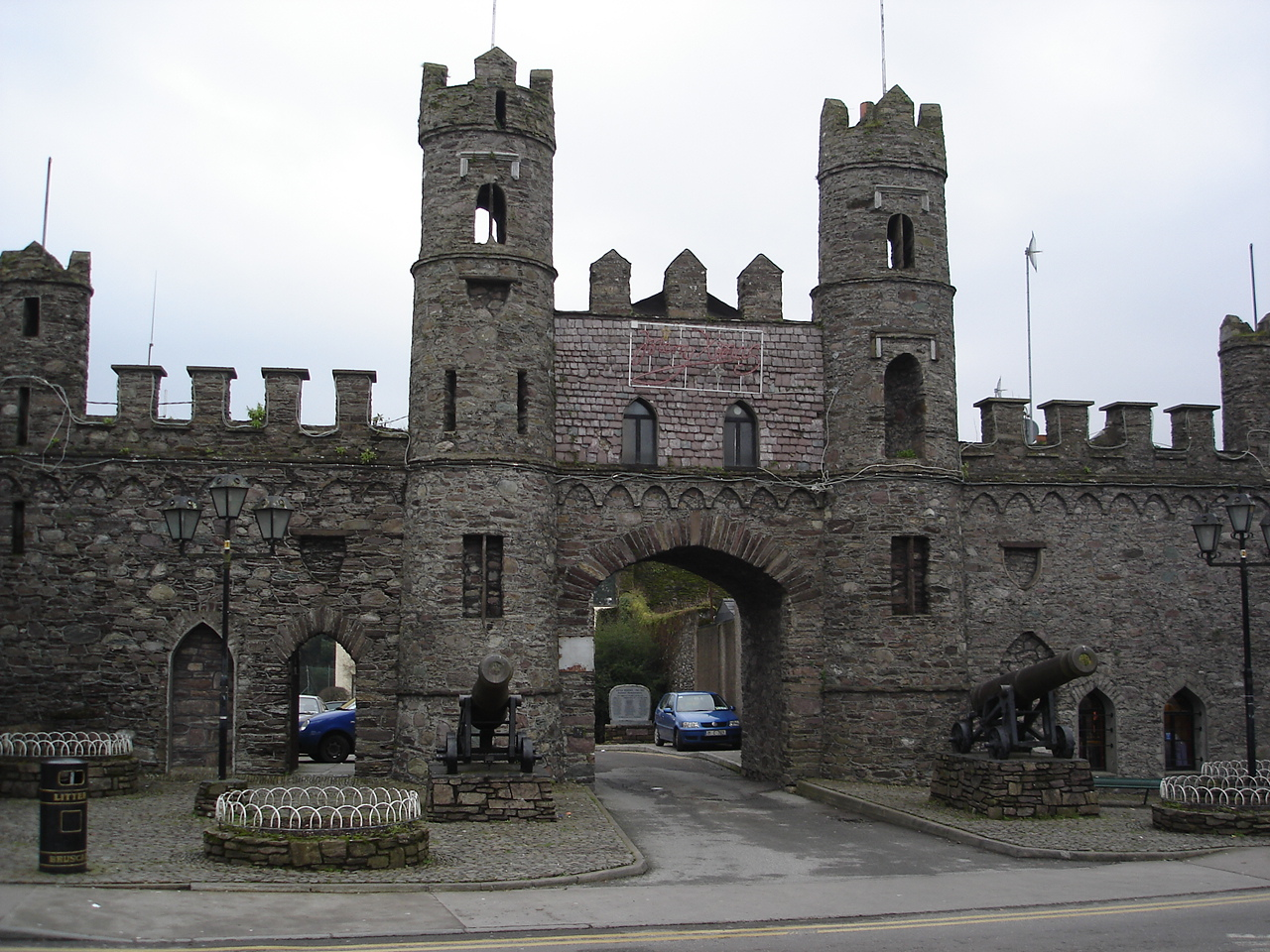
Le château de Macroom

En 1650, Macroom a été au centre d'une zone de combats lors de la conquête cromwellienne de l'Irlande. Pendant la guerre d'indépendance irlandaise, au début du XXe siècle, la ville a aussi été un centre activiste de l'IRA. Au cours des troubles des années 1910, de nombreuses familles anglo-irlandaises ont dû fuir, leurs maisons ayant été incendiées et leurs terres restituées à leurs précédents propriétaires.
Aujourd'hui, Macroom est une petite ville touristique en raison des vestiges de son château et de sa proximité avec le Gearagh, réserve naturelle qui abrite une forêt de chênes submergée, avec les ruines du château de Carrigaphooca, château du XVe siècle situé à quelques kilomètres, et avec le site mégalithique de Knocknakilla, vieux de 3 500 ans.
Sur le plan économique, Macroom a mis en place le premier parc industriel à vocation environnementale d’Irlande dans le cadre de la revitalisation de plusieurs terrains industriels laissés à l'abandon à la suite de fermetures d'entreprises au fil des années 1990. La gestion du parc est confiée à une structure dédiée, « Macroom E Environmental Industrial Park » (Macroom E), qui assure aussi la promotion de l’entreprenariat vert, la formation de nouveaux entrepreneurs et l’insertion de ces derniers dans les réseaux d’affaires existants.